# Senza vento
Senza vento è un brano musicale dei Timoria, primo singolo estratto dall'album Viaggio senza vento.

## Tracce
- Senza vento - 3:30

## Formazione
- Francesco Renga – voce
- Omar Pedrini – chitarre, cori
- Carlo Alberto “Illorca” Pellegrini – basso, cori
- Enrico Ghedi – tastiere, cori
- Diego Galeri – batteria